# Henrique Mecking
Henrique da Costa Mecking (ur. 23 stycznia 1952 w Santa Cruz do Sul) – szachista brazylijski, pierwszy w historii arcymistrz tego kraju.

## Kariera szachowa

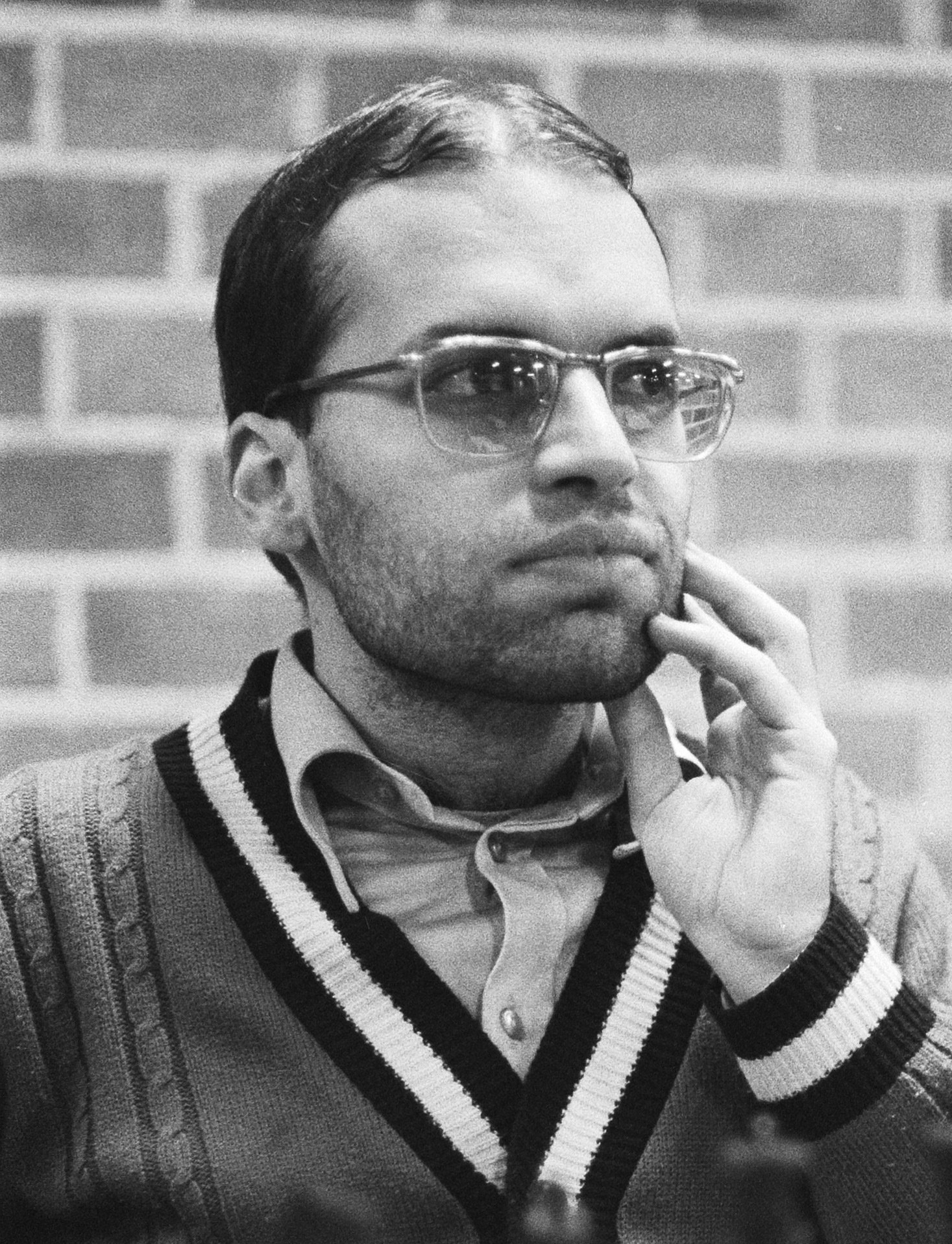
Henrique Mecking, Wijk aan Zee 1978

Już w wieku siedmiu lat brał udział w turniejach szachowych. Mając lat trzynaście został w 1965 r. indywidualnym mistrzem Brazylii (drugi w karierze tytuł mistrza kraju zdobył w 1967 roku). W 1967 po raz pierwszy zakwalifikował się do turnieju międzystrefowego (eliminacji mistrzostw świata). W doborowej stawce zajął XII miejsce, wygrywając partię między innymi z Wiktorem Korcznojem. Podobny rezultat (XII miejsce) uzyskał w następnym turnieju międzystrefowym w 1970 roku, wygranym przez Bobby Fischera.
W 1971 roku Mecking triumfował w memoriale Borislava Kosticia i uzyskał tytuł arcymistrza. Został zaproszony do udziału w prestiżowym turnieju w Hastings w 1972 roku, na którym zajął trzecie miejsce za Anatolijem Karpowem i Wiktorem Korcznojem, a przed Miguelem Najdorfem, uważanym za najsilniejszego szachistę Ameryki Południowej. Był pierwszym brazylijskim szachistą, który osiągnął tak wysoki poziom. Międzynarodowe sukcesy genialnego "Meckinho" przyczyniły się do spopularyzowania szachów w Brazylii do tego stopnia, że brazylijski rząd wspomógł organizację kolejnego turnieju międzystrefowego, który odbył się w 1973 roku w Petropolis niedaleko Rio de Janeiro. Mecking w wielkim stylu wygrał ten turniej wyprzedzając Jefima Gellera, Lwa Poługajewskiego i Lajosa Portischa. Ćwierćfinałowy mecz pretendentów z Korcznojem miał bardzo nerwowy przebieg i zakończył się wygraną Korcznoja 7½ - 5½.
Lata 1975 i 1976 to najlepszy okres w karierze Meckinga. W dwóch turniejach szachowej elity w Las Palmas i Manili Mecking zajął drugie miejsce, wyprzedzony przez Ljubomira Ljubojevicia. Turniej międzystrefowy w Manili w 1976 roku zakończył przekonującym zwycięstwem i ponownie zakwalifikował się do meczów pretendentów. W meczu ćwierćfinałowym przegrał jednak z Poługajewskim 5½ - 6½. Wkrótce po tym meczu błyskotliwa kariera Meckinga załamała się. Coraz częściej uskarżał się na stan zdrowia i domagał specjalnego traktowania. Chorował na zanik mięśni. Zakwalifikował się do następnego turnieju międzystrefowego w 1979 roku w Rio de Janeiro, którego nie ukończył, rezygnując po dwóch rundach. Do szachów turniejowych powrócił po dwunastu latach, jednak już nie osiągnął poziomu sprzed lat. Brał udział w turnieju strefowym w 1993 roku, w turniejach w Tilburgu (1994) i Linares (1995) nie odnosząc większych sukcesów. Do dzisiaj sporadycznie występuje w turniejach, rozgrywając kilka, kilkanaście partii rankingowych w roku. Jedno z ostatnich turniejowych zwycięstw odniósł w 2006 r. w Lodi, wyprzedzając Jewgienija Postnego, Levente Vajdę i Siergieja Fiedorczuka. W 2011 r. zdobył w Campinas brązowy medal mistrzostw Brazylii.
W latach 1968–2004 czterokrotnie (w tym 3 razy na I szachownicy) wystąpił na szachowych olimpiadach.
Najwyższy ranking w karierze osiągnął 1 stycznia 1977 r., z wynikiem 2635 punktów zajmował wówczas 4. miejsce (za Anatolijem Karpowem, Wiktorem Korcznojem i Tigranem Petrosjanem) na światowej liście FIDE.